# سولفانیل
سولفانیل (به انگلیسی: Sulfanyl) با فرمول شیمیایی HS• یک ترکیب شیمیایی با شناسه پاب‌کم ۵۴۶۰۶۱۳ است. که جرم مولی آن 33.073 g mol-۱ می‌باشد. شکل ظاهری این ترکیب، گاز زرد است.